# Sid Caesar
Isaac Sidney "Sid" Caesar (Nova Iorque, 8 de setembro de 1922 — Beverly Hills, 12 de fevereiro de 2014) foi um ator e comediante estadunidense.